# Maria Teresa Cristofano
Maria Teresa Cristofano (Verona, 14 ottobre 1902 – Napoli, 10 gennaio 1992) è stata una poetessa e scrittrice italiana.

## Biografia
Nacque a Verona da genitori irpini e con essi, ancora adolescente, si trasferì prima ad Avellino e poi a Napoli, dove trascorse il resto della sua vita. Nel capoluogo campano completò i suoi studi, conseguì la laurea in lettere e insegnò nelle scuole secondarie superiori. Si occupò tra l'altro di letterature straniere (francese, tedesca, russa, polacca) e nel 1945, in collaborazione con Luigi Cappiello, pubblicò un Manuale di letterature straniere per le scuole medie superiori.
Dopo aver collaborato con alcuni periodici, nel 1951 fondò la rivista mensile di «cultura arte vita» Nostro Tempo, un'importante rivista letteraria che la stessa Cristofano per oltre trent'anni diresse  «con diuturni sacrifici e rinunce, allo scopo di provocare una serie d'impossibili incontri in una società dilaniata a tutti i livelli» . Il giudizio tranchant è di Domenico Rea. Dopo aver definito Nostro Tempo «l'unica rivista letteraria degna di questo nome a Napoli», il grande scrittore osserva che «a Maria Teresa Cristofano sarebbe stato facile, e legittimo, propinarci per ventitré anni ininterrotti, elzeviri, liriche, prose, recensioni di comodo, elargire protezioni e chiederne per sé. (...) Ma come una salamandra rimane indenne dal fuoco in cui è caduta.»
Nella direzione e redazione di questa rivista letteraria, la Cristofano si avvalse peraltro di una selezionata schiera di collaboratori. Accanto ai contributi di poeti e scrittori come Giuseppe Berto, Giuseppe Bufalari, Luigi Compagnone, Michele Prisco, Domenico Rea ed altri, la rivista accolse anche le prime prove di giovani esordienti. Di particolare significato e rilievo fu il fascicolo monografico dedicato a La narrativa a Napoli.
La produzione poetica della Cristofano iniziò con la raccolta di liriche Ombre del tempo (1952). Claudio Allori, nella sua lunga prefazione a questo volumetto, lodò tra l'altro le «capacità musicali di questa poetessa nuova (...), schiva e lodevolmente modesta». Dopo il saggio Matera vista da me (1955) - una suggestiva interpretazione di questa città, oggi "capitale europea della cultura 2019" - trascorsero ancora sette anni, prima della pubblicazione della seconda, più corposa e matura raccolta di poesie Stagione di raccolta (1962). Quest'opera valse all'autrice il premio nazionale Sebeto Napoli per la poesia 1964.
Dieci anni più tardi, riunì in un unico volume le sue impressioni di viaggio (Andata e ritorno, 1974), offrendo la sorpresa di una prosa che, come sottolinea Domenico Rea nella sua prefazione, «è prosa a tutti gli effetti, corposa, reale, tangibile, priva delle minuzie e degli alambicchi della prosa d'arte». E ancora Rea, il quale l'aveva incitata a pubblicare queste «centinaia di cartelle fitte, gremite di annotazioni e d'illuminazioni, di rampanti visioni con un andamento fluviale e maestoso», dopo aver osservato che in queste pagine la realtà diventa «dinamica fino al limite della favola», conclude annotando che questi "taccuini" «alla fine rivelano una profondità e una variabilità di lettura "romanzesca", volutamente incompiuta, appunto, alla maniera settecentesca di opera aperta».
L'ultimo suo libro s'intitola Donna (1990) ed è ancora un libro di poesie. Qui si arrestò, a due anni dalla morte, la sua produzione letteraria, peraltro di rara qualità. Giuseppe Marotta, suo grande estimatore, riferendosi all'autrice di Stagione di raccolta, ebbe a definire Maria Teresa Cristofano «una finissima, dolce-amara poetessa napoletana che, se vivesse e pubblicasse a Milano, sarebbe notissima».

## Opere
- Maria Teresa Cristofano e Luigi Cappiello, Manuale di letterature straniere, Napoli, Casa editrice Rossi, 1945.
- Maria Teresa Cristofano, Ombre del tempo, Prefazione di Claudio Allori, Napoli, Nostro Tempo, 1952. (poesie)
- Matera vista da me, Napoli, Edizioni Nostro Tempo, 1955.
- Stagione di raccolta, Napoli, Edizioni Nostro Tempo, 1962. (poesie)
- Maria Teresa Cristofano, Andata e ritorno, Prefazione di Domenico Rea, Napoli, Società editrice napoletana, 1974.
- Donne, Napoli, Fausto Fiorentino editore, 1990. (poesie)